# ولاية أدرنة
وِلَايَةُ أدرنة (بالتركية: ادرنه ولایت/Edirne ili) هي إحدى محافظات تركيا. عاصمتها مدينة ادرنة تبلغ مساحتها 6,241 كم2 ويبلغ عدد سكانها 402,606 نسمة كما يبلغ معدل الكثافة السكانية 64/كم2. تقع في أقصى غرب تركيا على الحدود اليونانية ضمن الجزء الأوربي من البلاد.
من أقضيتها: حوضة ‏، إينيس ‏، إبصالة ‏، كشان، لالا باشا ‏، مريج ‏.